# Odontobatrachus fouta
Espèce
Odontobatrachus fouta est une espèce d'amphibiens de la famille des Odontobatrachidae.

## Répartition
Cette espèce est endémique de Guinée. Elle se rencontre entre 650 et 900 m d'altitude dans les Fouta-Djalon.

## Description
Les mâles mesurent de 47,8 à 57,0 mm et les femelles de 44,1 à 62,5 mm.

## Étymologie
Cette espèce est nommée en référence à son lieu de découverte, les Fouta Djallon Highlands.

## Publication originale
- Barej, Schmitz, Penner, Doumbia, Sandberger-Loua, Hirschfeld, Brede, Emmrich, Kouamé, Hillers, Gonwouo, Nopper, Adeba, Bangoura, Gage, Anderson & Rödel, 2015 : Life in the spray zone – overlooked diversity in West African torrent-frogs (Anura, Odontobatrachidae, Odontobatrachus). Zoosystematics and Evolution, vol. 91, no 2, p. 115–149 (texte intégral).